# Fass Chaho
Fass Chaho (Namensvariante: Fass Omar Saho) ist eine Ortschaft im westafrikanischen Staat Gambia.
Nach einer Berechnung für das Jahr 2013 leben dort etwa 2635 Einwohner, das Ergebnis der letzten veröffentlichten Volkszählung von 1993 betrug 2110.

## Geographie
Fass Chaho liegt am nördlichen Ufer des Gambia-Flusses in der North Bank Region, Distrikt Upper Niumi.